# 大山姉妹
大山姉妹（おおやましまい）は、日本のタレントであり、大山 ルミと大山 恵理乃は実の姉妹である。吉本興業（東京吉本）所属。
かつて二人とも大阪パフォーマンスドール（1993年加入）、キーヤキッスに所属していた。

## メンバー
- 大山ルミ（おおやま るみ、1979年6月24日 - ）大阪府大阪市生まれ。血液型B型。大山姉妹の姉。スリーサイズは B88,W58,H84。
- 大山恵理乃（おおやま えりの、1981年10月13日 - ）大阪府大阪市生まれ。血液型B型。大山姉妹の妹。スリーサイズは B93,W59,H84。

## 出演経歴

### テレビ番組
- クイズ!紳助くん（朝日放送）
- 大阪ほんわかテレビ（よみうりテレビ）
- わらいのじかん（テレビ朝日）
- 示談交渉人 ゴタ消し 第12話（よみうりテレビ）大山ルミのみ
- 慰謝料弁護士〜あなたの涙、お金に変えましょう〜 第4話（よみうりテレビ）大山ルミのみ
- あすか(NHK)

他、関西の番組出演歴多数。

### ラジオ番組
- ピンキーパンキー（FM富士）
- Mu-BIZ（FMヨコハマ）

### 映画
- 岸和田少年愚連隊

### 舞台
- ルミネtheよしもと 新喜劇出演中